# Karel Nodes
Karel Nodes (* 20. května 2000 Praha) je český aktivista za práva LGBT osob a hudebník. Je spoluzakladatel Most Pridu, prvního pridu v severních Čechách, který se od roku 2022 každoročně odehrává v Mostě, a frontmanem kapely Favorite Obsession. Je laureátem Ceny vládní zmocněnkyně pro lidská práva za rok 2023. 

## Život
Narodil se v Praze 20. května 2000 jako Karolína Nodesová. První roky svého života prožil v Mostě a poté se se svou rodinou přestěhoval do Spojených států, kde navštěvoval základní školu. Po návratu do České republiky založil se svými spolužáky na mosteckém gymnáziu shoegazeovou kapelu Favorite Obsession, se kterou vydal EP s názvem Sad Disco. Jejich single „Save Me“ v roce 2021 získal druhé místo v hitparádě Rádia Wave.
Při koncertě Favorite Obsession na Slavex Pride v roce 2021 se seznámil s Veronikou Dočkalovou, předsedkyní Prague Pride, která mu navrhla uspořádat pride v Mostě. V následujícím roce společně s Adamem a Sárou Malých založili Most Pride a uspořádali první pochod hrdosti v Mostě. 
Ve 23 letech se vyoutoval jako transgender muž. 

## Aktivismus
Jeho aktivistické začátky jsou spojené s iniciativou Fridays For Future, v rámci jejichž výzvy v roce 2019 uspořádal na mosteckém gymnáziu stávku za klima.
V roce 2022 spoluzaložil Most Pride, který vznikl jako iniciativa studentů, kteří chtěli vytvořit bezpečný prostor pro LGBT osoby na severu Čech. První ročník se konal 20. srpna 2022 a program se skládal z pochodu hrdosti, koncertů, besed, či přednášek. Během organizace čelil výhrůžkám vůči své osobě a iniciativě Most Pride, proto na akci dohlížela policie a antikonfliktní tým. Po úspěšném prvním ročníku se iniciativa přeměnila na spolek, kde je předsedou.

## Ocenění
V roce 2023 získal od Kláry Šimáčkové Laurenčíkové ocenění vládní zmocněnkyně pro lidská práva v kategorii Osvěta a vzdělávání. Oceněný byl za organizaci Most Pride, se kterým vytváří bezpečné prostředí pro queer osoby a usiluje o zlepšení jejich životních podmínek a zvýšení povědomí o tématech důležitých pro jejich život, kdy v této práci pokračuje i navzdory nenávistným útokům.